# Malygin-Nunatakker
Die Malygin-Nunatakker (russisch Нунатаки Малыгина Nunataki Malygina) sind eine Gruppe von Nunatakkern im ostantarktischen Mac-Robertson-Land. In den Prince Charles Mountains ragen sie nördlich des Mount Hicks und unmittelbar östlich des Mount Thomas auf.
Russische Wissenschaftler benannten sie. Wahrscheinlicher Namensgeber ist der russische Polarforscher Stepan Gawrilowitsch Malygin († 1764).